# Борзые (фильм)
«Борзые» (англ. Greyhounds, нем. Greyhounds - Schnüffler gehen nie in Rente) — телефильм режиссёра Кима Мэннерса.

## Сюжет
Старый полицейский собирается уходить на пенсию. Но у него остаётся одно нераскрытое дело — непонятное убийство одной студентки. Он должен передать это дело другим, но «старый шпик» и не собирается сдаваться. Он собирает вокруг себя своих старых друзей — бывших следователей, экспертов, криминалистов, которые сейчас мирно отдыхают на пенсии. Вместе они пытаются выяснить причины преступления, найти и изобличить убийцу.

## В ролях
- Джеймс Коберн — Джон
- Роберт Гийом — Роберт Смит
- Пэт Морита — Акира Мочезуки
- Деннис Уивер — Ченз Уэйн
- Роксанн Доусон — Жожо Голина
- Джоан Прингл — Энн Смит
- Ричард Стайнмец — Кэм Кэвэнауг
- Барри Линч — Ангус Гласс
- Лиз Торрес
- Патрик Килпатрик — Холлис Дэвис
- Стивен Шеллен — Эван Лонг
- Норм Кросби
- Татьяна Диллен — Глория

## Интересные факты
- Фильм был показан впервые 24 июня 1994 года в США
- Фильм имеет и другое название — «Борзые — Шпики никогда не уходят на пенсию» (нем. «Greyhounds — Schnüffler gehen nie in Rente»)